# Pozzomaggiore

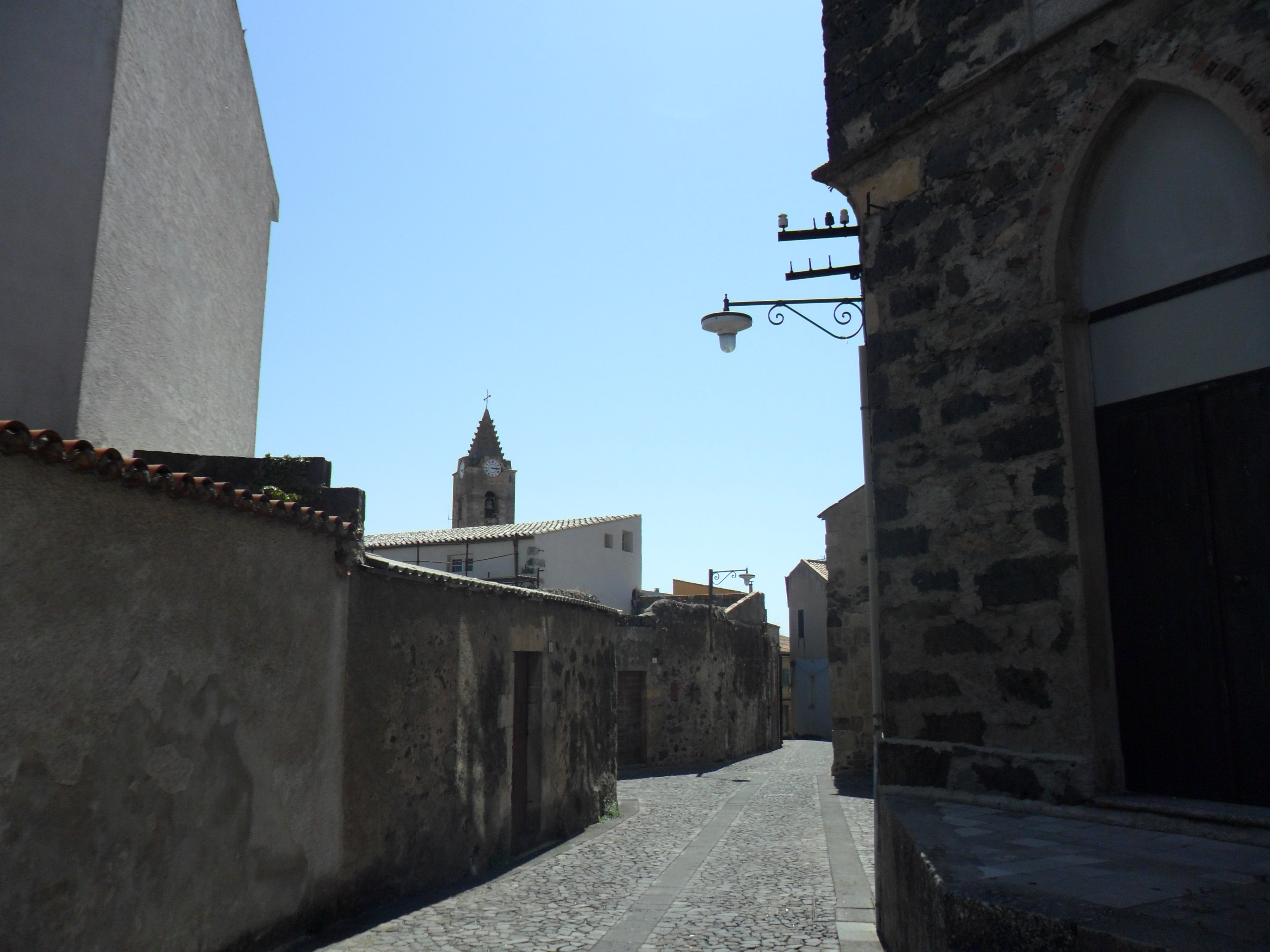
Blick durch die Straßen im alten Ortskern Pozzomaggiores

Pozzomaggiore ist eine italienische Gemeinde (comune) mit 2339 Einwohnern (Stand 31. Dezember 2023) in der Metropolitanstadt Sassari auf Sardinien. Die Gemeinde liegt etwa 37 Kilometer südsüdöstlich von Sassari und grenzt unmittelbar an die Provinzen Nuoro und Oristano.

## Geschichte

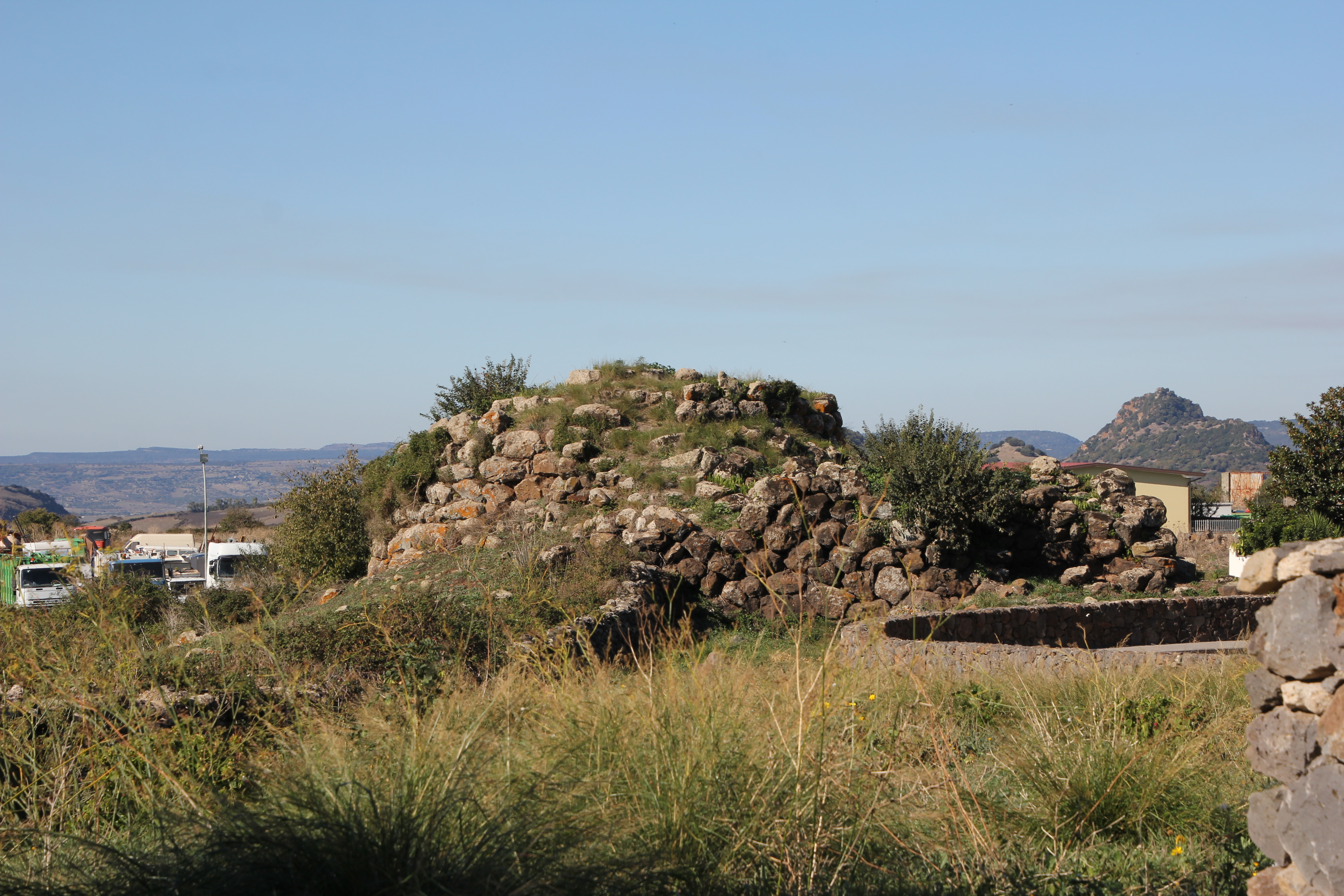
Nuraghe Cae

Zahlreiche Reste der Nuraghenkultur finden sich noch im Gemeindegebiet. Auch eine Brücke (Ponte Oinu) aus der römischen Antike ist erhalten.

## Verkehr
Durch die Gemeinde führt die Strada Statale 292 Nord Occidentale Sarda von Alghero nach Massama.

## Persönlichkeiten
- Edvige Carboni (1880–1952), Mystikerin, Selige der römisch-katholischen Kirche